# Rosa Compte i Ferrando
Rosa Compte i Ferrando (Reus, 1742 - Lleida, 1818) va ser una llibretera i impressora catalana, germana de l'impressor reusenc Rafael Compte.
Pertanya a una important família d'impressors de Reus, i el 1760 o 1761 es va casar amb Cristòfol Escuder, fill de l'impressor barceloní Pere Escuder. Cristòfol Escuder va instal·lar-se a Lleida amb la seva dona i entre tots dos van portar la Impremta d'Escuder, instal·lada des del 1760 al carrer Major amb nous tipus d'impremta i maquinària renovada, on durant una vintena d'anys (1761-1793) van revifar l'estampa lleidatana amb impressions molt diversificades i d'una apreciable qualitat mitjana. Des d'un punt de vista quantitatiu sobresurten els goigs, auques i romanços, i també les publicacions escolars i religioses. L'11 d'octubre de 1793 Rosa Compte va enviudar, i ella i la seva filla Rosalia van fer-se càrrec de la impremta. Durant el primer any, l'any de plor, com se n'hi deia, el peu d'impremta era "Rosa Escuder i Compte, viuda". A partir de 1794 va ser "Imprenta de la Viuda e hija de Escuder". La impremta va tornar a tenir molta activitat i el 1799 va comprar nova maquinària. El 1801 va incorporar a la gestió de la impremta Bonaventura Corominas, un impressor format a Osca a la impremta de la viuda de Diego de Larumbe i casat amb Antònia Compte, filla de Rafael Compte i neboda de Rosa. Corominas, amb el temps, esdevindria l'amo del negoci. Des d'inicis del segle xix i durant la Guerra del francès, la seva producció va ser més aviat de publicacions oficials, reials cèdules i ordres. Cap al 1808 va morir Rosalia Escuder, la filla, i Rosa Compte va quedar com a única propietària. Durant els primers mesos del domini francès va ser la impremta oficial de la Junta Suprema de Catalunya constituïda a Lleida el 1808, i que tenia la seva seu a la casa de Rosa Compte, viuda Escuder. Va sortir dels seus obradors el Diario de la ciudad de Lérida, publicat de juliol a desembre de 1808 i de maig de 1809 a abril de 1810. El diari anava ple de crides i proclames patriòtiques. Quan els francesos van entrar a la ciutat el 1810 la impremta va passar a dir-se "Imprenta de Lérida", i la viuda va haver de treballar per l,'invasor durant tot un any, encara que sembla que ella i Corominas imprimien fulls clandestins, per la qual cosa els van requisar la impremta i van deportar Bonaventura Corominas a França. Entre els impresos d'aquesta època fets per la impremta requisada, es poden destacar uns opuscles del canonge Vidal que van portar molta polèmica, ja que defensava públicament l'adhesió del clergat a l'exèrcit francès. Acabada la dominació francesa, les noves autoritats van atorgar la impremta a Francesc Llorens, que va mantenir el nom de "Imprenta de Lérida". El 1815 Rosa Compte va recuperar la impremta. Bonaventura Corominas va tornar de l'exili i van reprendre la feina editorial. Les relacions entre els dos van canviar: de primer, Rosa Compte va proposar a Corominas de crear una societat, que de moment va funcionar amb el nom de "Buenaventura Corominas y Rosa Escuder". Però van tenir una baixada de producció, en part atribuïble a la postguerra i en altra part a problemes amb l'herència dels impressors Compte a Reus, derivats de la mort el 1813 de Gertrudis Pouget, viuda de Rafael Compte. Finalment, el 1816, Corominas va assumir tots els drets de la impremta, encara que no sembla que hi hagués conflicte, ja que Rosa li va deixar 200 lliures per a impulsar el negoci. Rosa va morir a Lleida el 9 de desembre de 1818. La impremta i llibreria la va seguir portant, ara només amb el seu nom, Bonaventura Corominas fins a la seva mort l'any 1841.